# ذا ديسنت 2 (فلم)
ذا ديسنت 2 (بالإنجليزية: The Descent 2)، هو فيلم رعب، تم إنتاجه في المملكة المتحدة، وصدر سنة 2009 من بطولة شونا ماكدونالد وجوش دالاس وهو تكملة للجزء الأول.

## القصة
بعد نهاية أحداث الجزء الأول تخرج (ساره كارتر) من شبكة الكهوف وهي مشتتة ومصابة بالرعب وغارقة الدماء، فلا تستطيع السلطات أن تستخرج منها أي معلومة تفيدهم في معرفة ما يدور تحت الأرض، أو تقودهم للأشخاص الخمسة الذي كانوا برفقة (ساره) واختفوا.
يتم إجبارها على النزل إلى شبكة الكهوف المخيفة مجددا مع فريق للبحث عن الزملاء المختفين، وهناك تطاردها كل الرؤى الكابوسية القديمة، بالإضافة إلى حالة عدم الثقة بينها وبين الفريق المصاحب لها والتي تؤثر على مسار بحثهم.

## الميزانية والإيرادات
كلف الفيلم 6.2 مليون دولار أمريكي وحقق أرباح تقدر بـ 6.7 مليون دولار أمريكي.

## وصلات خارجية
- مقالات تستعمل روابط فنية بلا صلة مع ويكي بيانات